# 1862 au Nouveau-Brunswick
Chronologie du Nouveau-Brunswick
- 1858
- 1859
- 1860
- 1861
- 1862
- 1863
- 1864
- 1865
- 1866

Cette page concerne des événements survenus en 1862 dans la colonie du Nouveau-Brunswick.

## Naissances
- 14 août : Frank Broadstreet Carvell, député et ministre.